# 安東省菴
安東省菴（日语：／；1622年2月28日—1701年11月19日）名守約，字魯黙，号省菴，是日本江戶時代德川幕府時期程朱理学學者、唯物主义哲学家。永曆九年（1655年)，朱之瑜來到長崎，安東省菴前往求教，並且把自己俸禄的一半送給朱舜水。安東省菴作品有《省庵文集》、《耻斋漫录》。